# 小笠原雜色林鴿
小笠原雜色林鴿（學名:Columba versicolor），又名小笠原林鴿，是日本小笠原群島中媒島及父島上特有的鴿。牠們只有四個標本，由1827年至1889年間採集的。牠們平均長45厘米。牠們最終於19世紀因伐林、被獵殺及被入侵的大家鼠及貓掠食而滅絕。
其种加词“versicolor”意为“颜色多样的”。

## 外部連結
- International Dove Society (drawing)